# Гібун
Гібун (араб. هيبون) — місто в Тунісі, сателіт міста Махдія. Входить до складу вілаєту Махдія. Станом на 2004 рік тут проживало 10 241 особа.